# فيلهلم رين
فيلهلم رين (بالألمانية: Wilhelm Rein)‏ هو أستاذ جامعي ومنظِّر تعليميّ ألماني، ولد في 10 أغسطس 1847 في أيسناخ في ألمانيا، وتوفي في 19 فبراير 1929 في ينا في ألمانيا. كان رين يتبع للمدرسة الهربارتيَّة.

## سيرة
تخرَّج رين من مدرسة آيزناخ الأكاديميَّة في عام 1866. ودرس بعدها اللاهوت في جامعة ينا. كما استمع لمحاضرات حول العلوم التربويَّة ألقاها كارل فولكمار سوي الذي تبعه إلى جامعة هايدلبرغ بعد سنة واحدة. عاد رين إلى جامعة ينا في عام 1868، ونجح في الاختبار التأهيليّ في علم اللاهوت بفايمار في عام 1869. ألتفت رين بعدها إلى دراسة العلوم التربويَّة حيث درس على يد تسيلر في لايبزيغ. وبعدها أصبح معلِّمًا في مدرسة فريدرش فيلهلم دوربفيلد في بارمن في عام 1871، ومن ثمَّ درَّس في فايمار في عام 1872، وانتقل إلى آيزناخ في عام 1876. عُيِّن رين في جامعة ينا أستاذًا ليخلف ستوي. هذا وقد كان هيرمان ليتز أحد طلابه.